# Tysons Corner
Tysons Corner es un lugar designado por el censo en el  condado de Fairfax, Virginia  (Estados Unidos). Según el censo de 2010 tenía una población de 19.627 habitantes.

## Demografía
Según el censo del 2000, Tysons Corner tenía 18.540 habitantes, 8.814 viviendas, y 4.512 familias. La densidad de población era de 1.460,9 habitantes por km².
De las 8.814 viviendas en un 20,8%  vivían niños de menos de 18 años, en un 42%  vivían parejas casadas, en un 6,8% mujeres solteras, y en un 48,8% no eran unidades familiares. En el 39% de las viviendas  vivían personas solas el 7,9% de las cuales correspondía a personas de 65 años o más que vivían solas. El número medio de personas viviendo en cada vivienda era de 2,1 y el número medio de personas que vivían en cada familia era de 2,86.
Por edades la población se repartía de la siguiente manera: un 17,8% tenía menos de 18 años, un 8% entre 18 y 24, un 40,3% entre 25 y 44, un 23,7% de 45 a 60 y un 10,2% 65 años o más.
La edad media era de 36 años.  Por cada 100 mujeres de 18 o más años  había 90,8 hombres.
La renta media por vivienda era de 74.151$ y la renta media por familia de 94.227$. Los hombres tenían una renta media de 69.659$ mientras que las mujeres 49.321$. La renta per cápita de la población era de 47.292$. En torno al 5,5% de las familias y el 7% de la población estaban por debajo del umbral de pobreza.

## Localidades adyacentes
El siguiente diagrama muestra a las localidades más próximas a Tysons Corner.